# Fyllesjö
Fyllesjö är en sjö i Gnosjö kommun i Småland och ingår i Lagans huvudavrinningsområde. Sjön är 12 meter djup, har en yta på 0,053 kvadratkilometer och är belägen 270 meter över havet.